# Le Pays des trente-six mille volontés
Le Pays des trente-six mille volontés est un roman pour la jeunesse écrit par André Maurois, paru en 1928. Le roman a notamment été publié dans la Bibliothèque rose d'Hachette, avec des illustrations de Jean Reschofsky.

## Résumé
Michelle s'endort et rêve qu'elle arrive au « Pays des 36 000 volontés ». Elle rencontre d'abord un pharaon, qui lui donne des conseils (chapitre 1). Après un trajet montée sur un chameau, elle arrive au Clos magique, où elle rencontre un corbeau nommé Honteuzékonfu. Ce dernier lui pose des questions pour la tester. Satisfait de ses réponses (toutes fausses), il lui donne un laissez-passer  dans le Royaume magique, et lui décerne le titre de « fée de deuxième classe »...